# Droga wojewódzka 641
Die Droga wojewódzka 641 (DW 641) ist eine sechs Kilometer lange Droga wojewódzka (Woiwodschaftsstraße) in der polnischen Woiwodschaft Pommern, die Lipia Góra mit Rzeżęcin verbindet. Die Strecke liegt im Powiat Tczewski.

## Streckenverlauf
Woiwodschaft Pommern, Powiat Tczewski
-  Lipia Góra (Lindenberg) (DW 623)
- Gąsiorki (Gonsiorken)
- Olszówka
-  Rzeżęcin (Resenschin) (DW 234)